# Powrót Batmana
Powrót Batmana (oryg. Batman Returns) – amerykański sensacyjny film akcji z 1992 roku na podstawie serii komiksów o superbohaterze o tym samym pseudonimie wydawnictwa DC Comics. Za reżyserię odpowiadał Tim Burton, a za scenariusz Daniel Waters. Tytułową rolę zagrał Michael Keaton, a oprócz niego w głównych rolach wystąpili: Danny DeVito, Michelle Pfeiffer, Christopher Walken, Michael Gough, Pat Hingle i Michael Murphy.
Światowa premiera Powrotu Batmana miała miejsce 16 czerwca 1992 roku w Hollywood. W Polsce film zadebiutował 2 października tego samego roku. Film ten zarobił ponad 266,8 miliona dolarów na całym świecie przy budżecie 55 milionów i otrzymał pozytywne oceny od krytyków. Produkcja otrzymała kilka nominacji m.in. do Nagrody Akademii Filmowej i Nagrody Brytyjskiej Akademii Filmowej, a także zdobyła Nagrodę Saturn za najlepszą charakteryzację.
Jest to druga część serii filmowej Tima Burtona i Joela Schumachera i kontynuacja filmu Batman (1989). Powstały dwa sequele: Batman Forever (1995), w którym w roli Batmana wystąpił Val Kilmer, oraz także Batman i Robin (1997), w którym rolę tę zagrał George Clooney.

## Streszczenie fabuły
W Gotham City, arystokratyczna para o nazwisku Cobblepot, przerażona narodzinami swojego zdeformowanego syna, wyrzuca go do kanałów. Koszyk z niemowlęciem dopływa do zoo, gdzie znajdują go pingwiny. Trzydzieści trzy lata później, w okresie Bożego Narodzenia, świąteczną ceremonię zakłóca gang przestępców o motywie cyrkowym. Na odsiecz przybywa Batman, którym potajemnie jest miliarder Bruce Wayne. Bogaty przemysłowiec Max Shreck zostaje uprowadzony przez cyrkowców i przeniesiony do ich kryjówki w opuszczonym zoo. Lider gangu, nazwany od groteskowego wyglądu „Pingwinem”, szantażuje Shrecka, używając dowodów jego korupcji i morderczych czynów, by zmusić go do pomocy w zostaniu z powrotem szanowanym obywatelem miasta.
W międzyczasie sekretarka Shrecka – stłamszona Selina Kyle, odkrywa jego plany dotyczące budowy elektrowni pompującej energię z całego miasta. Shreck chcąc ją zabić wypycha przez okno. Selinie udaje się przeżyć, i na wpół psychotyczna tworzy sobie kostium kota przybierając pseudonim Kobieta-Kot. Shreck organizuje inscenizację próby porwania niemowlęcia burmistrza, pozwalając Pingwinowi je uratować i stać się publicznym bohaterem. W zamian Pingwin żąda dostępu do miejskich akt urodzenia w celu odszukania swych rodziców. Wkrótce ogłasza mediom, że nazywa się Oswald Cobblepot, który przebacza dawno zmarłym rodzicom porzucenie z powodu zdeformowanego ciała. Bruce znajduje archiwalną prasę na temat cyrku o nazwie Czerwony Trójkąt, w tym ich członka – Wodnego Chłopca-Ptaka. Wynika z tego, że gang cyrkowców to byli pracownicy cyrkowi odpowiedzialni za zaginięcia wielu dzieci w całym kraju. Batman zaczyna prowadzić śledztwo w sprawie Oswalda, podejrzewając, że ten jest nie tylko związany z gangiem cyrku Czerwonego Trójkąta, ale i doskonale znał swe pochodzenie.
W trakcie spotkania biznesowego ze Shreckiem Bruce poznaje odmienioną Selinę. Shreck przekonuje Oswalda do ubiegania się o stanowisko burmistrza celem spowodowania spustoszenia w całym Gotham z pomocą gangu. Wysiłki Batmana, aby powstrzymać cyrkowców Czerwonego Trójkąta, w końcu doprowadzają go do konfliktu z Kobietą-Kot. Nie wiedząc o swoich tajnych tożsamościach, Bruce nawiązuje romans z Seliną, która jako Kobieta-Kot sprzymierza się z Oswaldem, by skompromitować Batmana. W noc włączenia choinki miejskiej Oswald i Kobieta-Kot porywają Lodową Księżniczkę – miss piękności Gotham – i zwabiają Batmana na dach nad ceremonią. Oswald zabija Lodową Księżniczkę za pomocą roju nietoperzy, wrabiając w to Batmana.
Gdy Kobieta-Kot nie pochwalająca morderstwa odrzuca romantyczne zaloty Oswalda, ten atakuje ją i spada ona przez szklarnię. Batman ucieka swym pojazdem Batmobilem, nieświadomy, że gang cyrkowców zmodyfikował go, pozwalając Oswaldowi zdalnie nim sterować. Przed odzyskaniem kontroli nagrywa uwłaczającą tyradę Oswalda przeciwko obywatelom Gotham. Następnego dnia Bruce odtwarza na wiecu wyborczym Oswalda jego wypowiedź nagraną poprzedniego dnia, co rujnuje jego wizerunek i zmusza go do ucieczki do zoo. Oswald porzuca swoje człowieczeństwo i z powrotem przyjmuje imię Pingwina, inicjując swój prawdziwy plan – w miejskim archiwum tak naprawdę zebrał dane pierworodnych synów obywateli Gotham celem ich uprowadzenia i zabicia, aby pomścić własne porzucenie.
Selina planuje zabić Shrecka na jego balu charytatywnym, ale Bruce interweniuje i para nieumyślnie odkrywa swoje tajne tożsamości. Pingwin przybywa na imprezę, by porwać syna Shrecka, Chipa, ale zamiast niego Shreck zgłasza się na ochotnika. Batman neutralizuje gang cyrkowców i zapobiega porwaniu dzieci, zmuszając Pingwina do rozmieszczenia swojej wyposażonej w rakiety armii pingwinów, która ma zniszczyć Gotham City. Lokaj Batmana, Alfred Pennyworth, modyfikuje sygnał kontrolny pingwinów i wysyła je z powrotem do zoo. Gdy rakiety niszczą zoo, Batman uwalnia rój nietoperzy, które zrzucają Pingwina do skażonej wody.
Na miejsce przybywa Kobieta-Kot, by ponownie zabić Shrecka, odrzucając prośbę Batmana o porzucenie chęci zemsty, przekazanie Shrecka policji i życie razem jako para. Zostaje jednak postrzelona przez Shrecka, ten zaś porażony paralizatorem. Następujący potem wybuch pozornie zabija parę, lecz Batman odnajduje tylko zwęglone szczątki Shrecka. Pingwin wyłania się, jednak z powodu obrażeń nie jest w stanie zaatakować Batmana oraz ostatecznie umiera. Zostaje złożony w wodzie przez jego pingwiny. Jakiś czas później, gdy Alfred prowadzi go do domu, Bruce widzi, jak sądzi, sylwetkę Seliny, ale znajduje tylko jej kota, którego zabiera ze sobą. Gdy nad miastem wyświetla się Bat-sygnał, wpatruje się w niego Kobieta-Kot.

## Obsada
- Michael Keaton jako Bruce Wayne / Batman, miliarder, który walczy z przestępczością Gotham City[7][8].
- Danny DeVito jako Oswald Cobblepot / Pingwin, zdeformowany mężczyzna, gangster i przestępca[8].
- Michelle Pfeiffer jako Selina Kyle / Kobieta-Kot, samotna asystentka, popchnięta przez los ku złu[8][9].
- Christopher Walken jako Max Shreck, bezwzględny przemysłowiec[8][10][11].
- Michael Gough jako Alfred Pennyworth, lokaj i mentor Wayne’a[12].
- Pat Hingle jako James Gordon, komisarz policji w Gotham City i sojusznik Batmana[13].
- Michael Murphy jako burmistrz, urzędujący w mieście[7][14].

Ponadto w filmie wystąpili również: Andrew Bryniarski jako Charles „Chip” Schreck, syn Maxa; Cristi Conaway jako Lodowa Księżniczka, królowa piękności w Gotham City; Paul Reubens i Diane Salinger jako Tucker i Esther Cobblepot, zamożni rodzice Oswalda; Sean Whalen jako doręczyciel gazet, a także Jan Hooks i Steve Witting jako Jen i Josh, doradcy Oswalda.
Członków Gangu Cyrkowców Czerwonego Trójkąta grają: Vincent Schiavelli jako Organista, Anna Katarina jako Kobieta-Pudel, Rick Zumwalt jako Wytatuowany Siłacz, John Strong jako Połykacz Mieczy i Ogniomistrz, Erika Andersch jako Miotaczka Noży, Gregory Scott Cummins jako Zbir-Akrobata, Branscombe Richmond jako Przerażający Clown, Travis Mckenna jako Gruby Clown i Doug Jones jako Chudy Clown.

## Produkcja

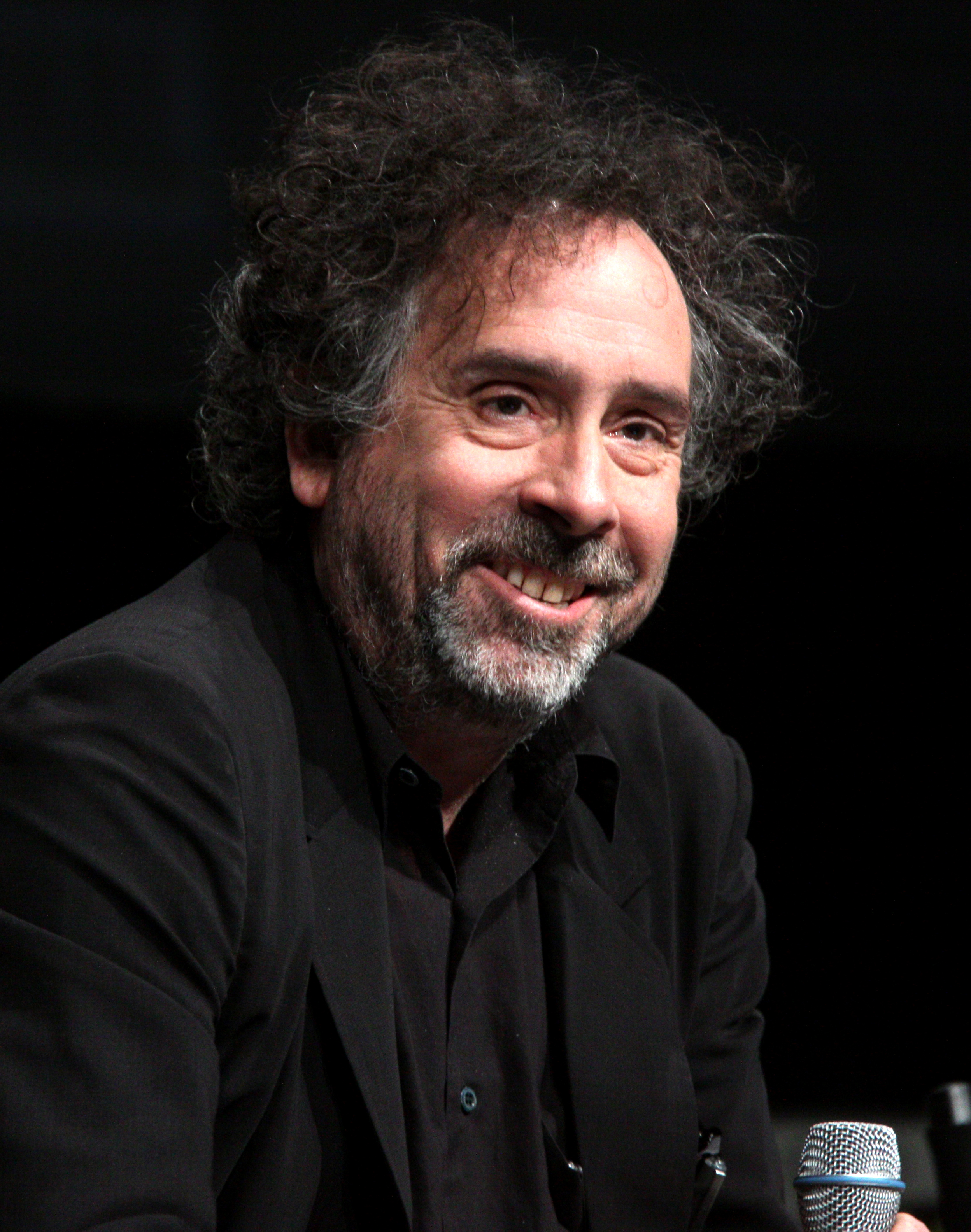
Tim Burton, reżyser filmu

### Rozwój projektu
Po sukcesie filmu Batman (1989) studio Warner Bros. Pictures było przekonane o potencjale kontynuacji i już pod koniec 1989 roku dyskutowało o pomysłach z zamiarem rozpoczęcia zdjęć w maju następnego roku. Początkowo reżyser poprzedniej części, Tim Burton, nie chciał zgodzić się na powrót na stanowisku przy sequelu, jednak ostatecznie potwierdzono jego angaż. Aby lepiej oddać swoją wizję filmu, Burton zastąpił ekipę produkcyjną poprzedniej części niektórymi ze swoich dawnych współpracowników. Do projektu dołączyli więc m.in. operator zdjęć Stefan Czapsky, nadzorca efektów specjalnych Stan Winston oraz dyrektorzy artystyczni Tom Duffield i Rick Henrichs. Daniel Waters został zatrudniony w miejsce Hamma do napisania scenariusza. Producentami wykonawczymi byli Peter Guber i Jon Peters.

### Casting
Michael Keaton powtórzył swoją rolę Bruce’a Wayne’a / Batmana, ale zażądał wyższej pensji, która wzrosła z 5 milionów dolarów do 10 milionów dolarów. W roli Pingwina Burton chciał obsadzić Marlona Brando, ale studio Warner Bros. nie zgodziło się na to, gdyż wolało Dustina Hoffmana. Pod uwagę brani byli również Christopher Lloyd i Robert De Niro, lecz ostatecznie faworytem stał się Danny DeVito. Aktor był początkowo niechętny do udziału w filmie, lecz został przekonany przez swojego bliskiego przyjaciela, Jacka Nicholsona, który sportretował Jokera w poprzedniej części. W roli Seliny Kyle / Kobiety-Kot początkowo obsadzono Annette Bening, lecz ta musiała zrezygnować z powodu zajścia w ciążę. Pod uwagę brano takie aktorki, jak m.in. Cher, Bridget Fonda, Jennifer Jason Leigh, Madonna, Julie Newmar. Ostatecznie rola przypadła Michelle Pfeiffer. Burgess Meredith, który zagrał Pingwina w serialu Batman z lat 60., miał wystąpić w roli cameo jako ojciec Pingwina, ale zachorował podczas kręcenia filmu. Został zastąpiony przez Paula Reubensa, natomiast Diane Salinger zagrała jego żonę.

### Zdjęcia i postprodukcja
Zdjęcia odbywały się od 3 września 1991 do 20 lutego 1992 roku. W przeciwieństwie do poprzedniej części film nakręcono w Stanach Zjednoczonych, a nie w Wielkiej Brytanii, gdyż Burton uważał, że Batman „cierpiał z powodu brytyjskiego podtekstu”. Powrót Batmana został nakręcony w całości na planach rozmieszczonych w Warner Bros. Studios w Kalifornii. Niektóre ujęcia nakręcono także w Universal Studios Lot.
Na planach zdjęciowych była bardzo niska temperatura ze względu na pingwiny cesarskie, przylądkowe i królewskie występujące w filmie. DeVito po latach wspominał, że był jedyną osobą, która nie odczuwała zimna dzięki grubemu kostiumowi. Pingwiny miały całodobową ochronę i nocą były umieszczane w dwóch przyczepach z filtrowanym basenem i kontrolowaną temperaturą. Prócz prawdziwych pingwinów w wielu scenach wykorzystano animatroniczne repliki ptaków oraz niskorosłych aktorów w kostiumach.
Pudel Kobiety-Pudla został zagrany przez sukę bichon frise Darlę, znaną m.in. z roli Precious w Milczenia owiec. Była to jej ostatnia filmowa rola przed jej śmiercią w wieku 17 lat, krótko po premierze filmu. Sierść psa została ucharakteryzowana na zaniedbaną przy użyciu makijażu, a do głowy i tułowia doczepiono sztuczne futro.
Przygotowując się do roli Kobiety-Kota, Pfeiffer uczyła się kickboxingu i wymachiwania biczem pod okiem trenera. Aktorka wszystkie sceny z biczem wykonywała osobiście. Scena dekapitowania manekinów w domu towarowym Shrecka została nagrana za pierwszym ujęciem.
W scenie trzymania ptaszka Pingwina w ustach Kobiety-Kota wykorzystano amadyńca, uprzednio wytresowanego do sceny. W momencie wyciągania go z klatki i połykania wykorzystano makietę. W reszcie sceny, w tym wylatywania ptaszka z ust Kobiety-Kota zagrał prawdziwy amadyniec. Pffeifer po latach wspominała, że wówczas nie zdawała sobie sprawy, że mając żywego ptaka w ustach mogła się czymś zarazić i dzisiaj nie wykonałaby podobnego wyczynu.
W pierwotnej wersji scenariusza miał się pojawić sklep z produktami związanymi z Batmanem i został on wybudowany na potrzeby filmu. Miał on pojawić się w scenie otwierającej, a później zostać zniszczony przez Ogniomistrza. Ostatecznie Burton zdecydował się zrezygnować z tego pomysłu i w finalnej wersji filmu Ogniomistrz spalił tradycyjny sklep z zabawkami. 
Warner Bros. podało, że ostateczny budżet produkcji wyniósł 55 milionów dolarów, choć wcześniej podawano lub szacowano go na 50, 65, 75 lub 80 milionów dolarów. Za zdjęcia odpowiadał Stefan Czapsky, scenografią zajął się Bo Welch, a kostiumy zaprojektowali Mary E. Vogt oraz Bob Ringwood. Montażem zajęli się Chris Lebenzon i Bob Badami, natomiast za efekty specjalne odpowiadali Michael Fink, Craig Barron, John Bruno i Dennis Skotak.

## Muzyka
Danny Elfman był początkowo niechętny do stworzenia ścieżki dźwiękowej do Powrotu Batmana, ponieważ był niezadowolony z faktu, że jego partytura do Batmana została uzupełniona piosenkami Prince’a. Ostatecznie jednak zgodził się skomponować muzykę do filmu. Album Batman Returns: Original Motion Picture Soundtrack został wydany 23 czerwca 1992 przez Warner Bros. Records.
| Batman Returns: Original Motion Picture Soundtrack – 1992 | Batman Returns: Original Motion Picture Soundtrack – 1992 | Batman Returns: Original Motion Picture Soundtrack – 1992 |
| Nr                                                        | Tytuł utworu                                              | Długość                                                   |
| --------------------------------------------------------- | --------------------------------------------------------- | --------------------------------------------------------- |
| 1.                                                        | „Birth of a Penguin, Part I”                              | 2:27                                                      |
| 2.                                                        | „Birth of a Penguin, Part II”                             | 3:09                                                      |
| 3.                                                        | „The Lair, Part I”                                        | 0:57                                                      |
| 4.                                                        | „The Lair, Part II”                                       | 4:49                                                      |
| 5.                                                        | „Selina Transforms, Part I”                               | 1:11                                                      |
| 6.                                                        | „Selina Transforms, Part II”                              | 4:16                                                      |
| 7.                                                        | „The Cemetery”                                            | 2:54                                                      |
| 8.                                                        | „Cat Suite”                                               | 5:41                                                      |
| 9.                                                        | „Batman Vs. the Circus”                                   | 2:35                                                      |
| 10.                                                       | „The Rise and Fall from Grace, Part I”                    | 1:41                                                      |
| 11.                                                       | „The Rise and Fall from Grace, Part II”                   | 4:08                                                      |
| 12.                                                       | „Sore Spots”                                              | 2:15                                                      |
| 13.                                                       | „Rooftops / Wild Ride, Part I”                            | 4:19                                                      |
| 14.                                                       | „Rooftops / Wild Ride, Part II”                           | 3:34                                                      |
| 15.                                                       | „The Children’s Hour”                                     | 1:47                                                      |
| 16.                                                       | „The Final Confrontation, Part I”                         | 5:12                                                      |
| 17.                                                       | „The Final Confrontation, Part II”                        | 4:54                                                      |
| 18.                                                       | „The Finale, Part I”                                      | 2:40                                                      |
| 19.                                                       | „The Finale, Part II”                                     | 2:19                                                      |
| 20.                                                       | „End Credits”                                             | 4:44                                                      |
| 21.                                                       | „Face to Face”                                            | 4:17                                                      |
|                                                           |                                                           | 1:09:49                                                   |

## Wydanie
Światowa premiera filmu Powrót Batmana odbyła się 16 czerwca 1992 roku w Grauman’s Chinese Theatre w Hollywood. Dla szerszej publiczności w Stanach Zjednoczonych zadebiutował 19 czerwca 1992 roku, a w Polsce 2 października tego samego roku.

## Odbiór

### Box office
Film w weekend otwarcia zarobił 45,7 miliona dolarów i pobił rekord najbardziej dochodowego weekendu otwarcia wszech czasów ustanowiony wcześniej przez Batmana (42,7 miliona dolarów). Podczas weekendu otwarcia w Wielkiej Brytanii produkcja osiągnęła najlepszy weekend otwarcia w historii, bijąc rekord ustanowiony przez Terminator 2: Judgment Day (1991). W trzeci weekend po premierze Powrót Batmana stał się drugim co do szybkości filmem, który zarobił 100 mln dolarów brutto (11 dni) za Batmanem (10 dni). Produkcja zarobiła łącznie ponad 266,8 mln dolarów, co czyni go szóstym najlepiej zarabiającym filmem 1992 roku, za Zabójczą bronią 3 (321,7 mln dolarów), Nagim instynktem (352,9 mln dolarów), Kevinem samym w Nowym Jorku (359 mln $), Bodyguardem (410,9 mln $) i Alladynem (504,1 mln $).

### Krytyka w mediach
Film spotkał się z przeważnie pozytywnymi recenzjami krytyków. W serwisie Rotten Tomatoes 81% z 88 recenzji uznano za pozytywne, a średnia ocen wystawionych na ich podstawie wyniosła 6,8/10. W agregatorze Metacritic średnia ważona ocen z 23 recenzji wyniosła 68 punktów na 100 punktów. Natomiast według serwisu CinemaScore, zajmującego się mierzeniem atrakcyjności filmów w Stanach Zjednoczonych, publiczność przyznała mu ocenę „B” w skali od A+ do F.
Todd McCarthy z magazynu „Variety” wyraził ogólnie rozczarowanie Powrotem Batmana, twierdząc, że „wyraźnie widać, że Burton nie jest reżyserem kina akcji, a wielkie sceny masowego chaosu, gigantycznych eksplozji i ruchu tłumu są tymi, w których film staje się płaski i mało angażujący”. Pochwalił za to kostiumy oraz kreacje Pingwina i Kobiety-Kot, a głównego bohatera opisał jako symbol dobra, a nie psychologicznie kompletną postać. Peter Travers z „Rolling Stone” stwierdził, że choć szybsze tempo pozostawiało mało miejsca na pokazanie mrocznej strony Batmana, to „maniakalnie depresyjny bohater” Keatona był postacią psychologicznie głęboką. Janet Maslin z dziennika „The New York Times” zauważyła, że Burtonowi zależało przede wszystkim na wykreowaniu określonej wizji plastycznej, podczas gdy narracja była drugorzędna.
Damian Jankowski z portalu Filmweb wystawił filmowi maksymalną, dziecięciogwiazdkową ocenę, chwaląc aspekty wizualne oraz scenariusz, który uznał za lepszy niż w poprzedniej części. Jankowski cenił sobie zwłaszcza kreację Danny’ego DeVito: „Aktor zarówno wyglądem, jak i samą grą tworzy bohatera niejednoznacznego: zarówno tragicznego, przerażającego jak i – po części – groteskowego”. Uznał też, że „jeśli zaś chodzi o wizualność i klimat, to Powrót Batmana jest najlepszą adaptacją komiksu w dziejach kinematografii”. Andrzej Brzeziński z portalu film.org.pl chwalił scenografię, która nadaje filmowi mrocznego klimatu, oraz napisał: „Burton udowodnił, że jest twórcą wybitnym. Stworzył sequel doskonały, który nie pozostawał w cieniu swojego poprzednika, a nawet pod wieloma względami go przebijał”. Jan L. Hassan z portalu gexe.pl uznał Powrót Batmana za film przewyższający poziomem poprzednią odsłonę losów Batmana w reżyserii Burtona. Pochwalił też rolę Pfeiffer oraz scenografię, która według niego wygląda lepiej niż w poprzedniej części z racji zrezygnowania z efektów komputerowych.

## Nagrody i nominacje
| Nagroda                               | Kategoria                         | Nominowani                                                                              | Wynik     | Źródło |
| ------------------------------------- | --------------------------------- | --------------------------------------------------------------------------------------- | --------- | ------ |
| Nagroda Brytyjskiej Akademii Filmowej | Najlepsze efekty specjalne        | Boyd Shermis, John Frazier, Ron Brinkmann i Richard E. Hollander                        | Nominacja | [ 74 ] |
| Nagroda Brytyjskiej Akademii Filmowej | Najlepsza charakteryzacja         | Ve Neill i Stan Winston                                                                 | Nominacja | [ 74 ] |
| Nagroda Hugo                          | Najlepsza prezentacja dramatyczna | Daniel Waters, Sam Hamm i Tim Burton na podstawie postaci stworzonych przez Boba Kane’a | Nominacja | [ 75 ] |
| MTV Movie Awards                      | Najlepszy czarny charakter        | Danny DeVito                                                                            | Nominacja | [ 76 ] |
| MTV Movie Awards                      | Najbardziej pożądana kobieta      | Michelle Pfeiffer                                                                       | Nominacja | [ 76 ] |
| MTV Movie Awards                      | Najlepszy pocałunek               | Michael Keaton i Michelle Pfeiffer                                                      | Nominacja | [ 76 ] |
| Nagroda Akademii Filmowej             | Najlepsza charakteryzacja         | Ve Neill, Ronnie Specter i Stan Winston                                                 | Nominacja | [ 77 ] |
| Nagroda Akademii Filmowej             | Najlepsze efekty specjalne        | Michael L. Fink, Craig Barron, John Bruno i Dennis Skotak                               | Nominacja | [ 77 ] |
| Nagrody Saturn                        | Najlepsza charakteryzacja         | Stan Winston i Ve Neill                                                                 | Wygrana   | [ 78 ] |
| Nagrody Saturn                        | Najlepszy film fantasy            | Powrót Batmana                                                                          | Nominacja | [ 78 ] |
| Nagrody Saturn                        | Najlepszy aktor drugoplanowy      | Danny DeVito                                                                            | Nominacja | [ 78 ] |
| Nagrody Saturn                        | Najlepsza reżyseria               | Tim Burton                                                                              | Nominacja | [ 78 ] |
| Nagrody Saturn                        | Najlepsze kostiumy                | Bob Ringwood, Mary E. Vogt i Vin Burnham                                                | Nominacja | [ 78 ] |
| Złota Malina                          | Najgorszy aktor drugoplanowy      | Danny DeVito                                                                            | Nominacja | [ 79 ] |

## Kontynuacje
Powrót Batmana to druga produkcja z serii filmów o tymże bohaterze i doczekał się jeszcze dwóch sequeli: Batman Forever (1995) i Batman & Robin (1997), które zostały wyreżyserowane przez Joela Schumachera zamiast Burtona, a Keatona jako Batmana zastąpili odpowiednio Val Kilmer i George Clooney.